# Kinezika
A kinezika a kifejező erejű testmozdulatok vizsgálatának tudománya, magában foglalja a mimika és a gesztusmozgások, valamint a testtartások jelenségeit és még sok más finom megnyilvánulást. A kinezikus mozgások értelmezése öntudatlan, spontán a mindennapi életben.
Fontos része a nonverbális kommunikációs viselkedésnek. A test vagy különböző részeinek mozgatása sokszor konkrét jelentést hordoznak, de az értelmezés kultúrafüggő lehet. Mivel sok mozgást tudatalatti vagy legalábbis alacsony tudatossági szinten viszünk véghez, jelentős kockázata van annak, hogy a kinezikus mozdulatokat félreértelmezik egy kultúrák közötti kommunikációt tartalmazó szituációban.